# Web 2.0

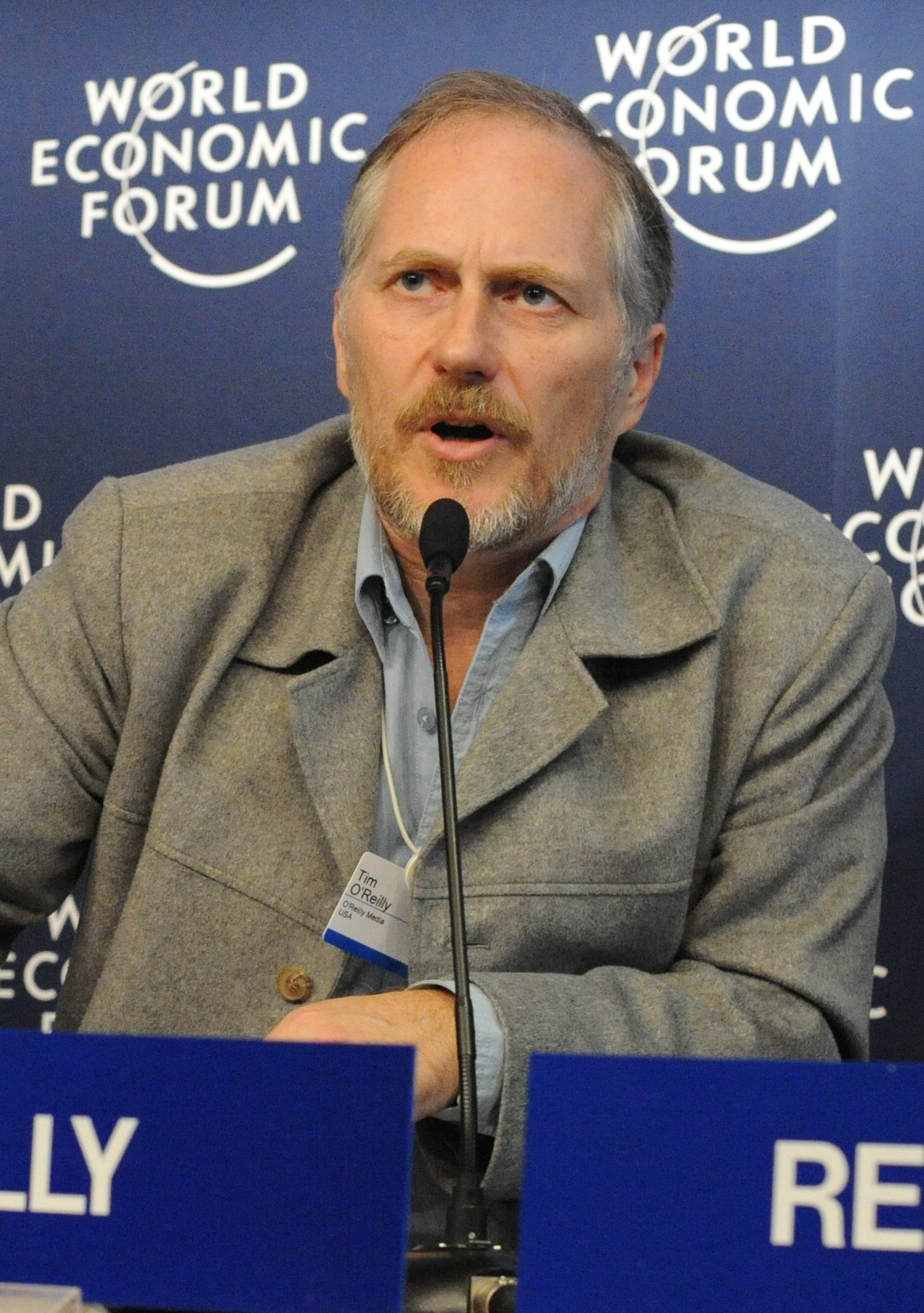
Tim O'Reilly bedacht de naam Web 2.0 om een nieuwe fase in het internetgebruik aan te duiden.

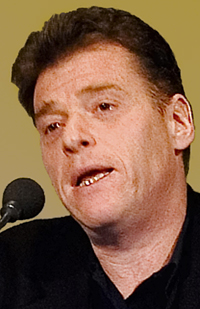
Andrew Keen

Web 2.0 verwijst naar de ontwikkeling van het internet tot een communicatiemiddel, tot een medium met een hoge graad van mens-computerinteractie. Iedere gebruiker kan informatie zowel uploaden als  downloaden, iemand hoeft daar geen webmaster voor te zijn. Tim O'Reilly bedacht de naam en noemt voor het moment van de omslag 2001, na het uiteen spatten van de internetzeepbel van het Web 1.0. Bij die aanvankelijke populariteit van het internet hoorde een 'nieuwe' economische euforie die eind jaren negentig in de internetzeepbel, of dotcomhype, eindigde. Web 2.0 is geen synoniem voor het semantische web, zoals soms wordt aangenomen.

## Iedereen auteur
Met Web 2.0 bepalen de internetgebruikers de inhoud mee die op internet verschijnt en daarmee verhogen ze het interactieve karakter van het web. Deze user-generated content wordt op sociaalnetwerksites verzameld, zoals het Nederlandse Hyves of het Belgische Netlog, op weblogs, wiki's, podcasts, RSS-feeds, webvideo en webservices met open API's. Voorbeelden van toepassingen zijn Dailymotion, Delicious, Digg, Facebook, Flickr, Last.fm, Myspace, Netvibes, Orkut, Pandora, Panoramio, Reddit, Twitter, YouTube en Wikipedia. 
Veel Web 2.0-websites worden continu uitgebreid en veranderd en blijven in de ontwikkelingsfase of bètaversie hangen. Soms tot grote ergernis van de gebruikers die zich steeds weer bij alle veranderingen, die niet altijd verbeteringen zijn, moeten aanpassen. Voor veel van deze sites geldt dat ze gratis zijn, maar daarentegen omwille van de commercie informatie over hun gebruikers verzamelen. Hierbij geldt de regel dat waar zaken gratis zijn, jij het product bent.

## Voor en tegen
Pleitbezorgers van het Web 2.0 zijn de oprichter van Wikipedia Jimmy Wales, de digitaal activist en de filosoof Charles Leadbeater. De schrijver Andrew Keen en Robert McHenry, de voormalige hoofdredacteur van de Encyclopædia Britannica, bekijken het interactieve internet eerder sceptisch.
Andrew Keen schrijft in zijn boek The Cult of the Amateur kritisch over door iedereen te veranderen, op kennis gerichte databases, zoals de Wikipedia. Hij zegt dat iedere amateur of leek inhoud kan toevoegen zonder dat dit door iemand met een grondige kennis van zaken op het betreffende gebied wordt gecontroleerd of geredigeerd. Als alternatief verwijst hij naar Citizendium van Larry Sanger. 

## Techniek of attitude?
Waar Web 1.0 eenvoudige HTML gebruikt, breidt de Web 2.0-techniek die met XML, JavaScript en server-side scripting, meestal in de vorm van PHP, uit. Web 2.0 is een interactief. Interactieve applicaties worden vaak met AJAX ontworpen, dat gebruikmaakt van CSS, Document Object Model DOM,  JavaScript XMLHttpRequest, XHTML, XML en XSLT. Ajax geeft gebruikers het gevoel dat ze met een desktopapplicatie werken. Ajax communiceert met een webserver, vaak servers die een scripttaal als  ColdFusion, JSP, PHP of Ruby hebben geïnstalleerd. Als de server dan een antwoord stuurt, dat zowel in HTML als in XML en JSON kan zijn, past JavaScript een gedeelte van de pagina aan. Een vroege website die Ajax gebruikte en als een typische Web 2.0-site wordt gezien, is Googles Gmail.

## Betrouwbaarheid
De overvloed aan informatie die hierdoor is ontstaan, is niet altijd even betrouwbaar. Nieuwsfeiten via Twitter zijn vanuit het standpunt van de toeschouwer geschreven. Meer dan bij traditionele journalistiek geldt bij Twitter één bron is géén bron. Sceptici zien dit als het nadeel van Web 2.0: het ontbreken van objectieve controle. Niettemin staat daar een peerreview tegenover, die tot correctie en een verfijning leidt. Wikipedia is een bekend voorbeeld: iedereen is vrij om te bewerken en te verbeteren.

## Profiel
De interactieve sites vragen telkens weer de aanmaak van een profiel. De gebruikers van een online profiel kiezen vaak een andere naam. Het vele aanmelden is soms een knelpunt: de diverse profielen, de daarvoor gekozen namen, wachtwoorden en digitale identiteiten worden als onpraktisch ervaren. Identity 2.0-diensten zoals OpenID en Windows CardSpace koppelen websites en geven de gebruiker één login. Tegenstanders zien gevaren in het onderbrengen van al deze gegevens bij een enkele partij.

## Ontwikkeling in de tijd
- 1993: Al Gore spreekt metaforisch over internet met de 'information superhighway'
- 1998: Google
- 2001: Wikipedia
- 2004: Facebook
- 2005: YouTube
- 2006: Twitter